# Bythognathia yucatanensis
Bythognathia yucatanensis är en kräftdjursart som beskrevs av Camp 1988. Bythognathia yucatanensis ingår i släktet Bythognathia och familjen Gnathiidae. Inga underarter finns listade i Catalogue of Life.